# Naila
Naila (pronunciación en alemán: /ˈnaɪ̯la/ⓘ) es una ciudad situada en el distrito de Hof, en el estado federado de Baviera (Alemania). Tiene una población estimada, a fines de 2020, de 7590 habitantes.
Está ubicada al norte del estado, en la región de Alta Franconia, a poca distancia de la frontera con los estados de Turingia y Sajonia.